# Everybody's Fool
«Everybody's Fool» —en español: 'El tonto de todos'— es el cuarto sencillo del álbum Fallen de la banda estadounidense de Rock gótico, Evanescence. Se lanzó el 31 de mayo de 2004. Fue escrita por Amy Lee y Ben Moody y fue producida por Dave Fortman. El sencillo vendió alrededor de 2 millones de copias.
La recepción de la crítica hacia «Everybody's Fool» fue mixta y los críticos elogiaron el sonido metal alternativo, metal gótico y hard rock de la canción. El vídeo musical fue filmado en abril de 2004 y fue dirigido por Philipp Stölzl. Mostraba a Lee en el papel de una modelo que tenía una imagen completamente falsa de su vida. Se centró en las luchas que sufre el personaje de Lee debido a su carrera como modelo y su estilo de vida opuesto. Según Lee, la canción habla de celebridades como Britney Spears y Christina Aguilera, que se desnudan y venden sus cuerpos en lugar de música a sus oyentes. Inspirada por el amor de su hermana por los artistas musicales que tenían imágenes falsas, Lee escribió la canción cinco años antes del lanzamiento del álbum.
«Everybody's Fool» se incluyó en la lista de canciones de la gira Fallen. También estaba disponible una versión en vivo en su primer álbum en vivo, Anywhere but Home (2004).

## Antecedentes
«Everybody's Fool» fue escrito por Amy Lee, Ben Moody y David Hodges y producido por Dave Fortman. El Millennium Choir interpretó voces de fondo para la canción. Según Lee, la canción habla de celebridades que tienen imágenes completamente falsas. Ha sido malinterpretado como un mensaje contra la fe cristiana, debido a la negativa de la banda de ser una banda cristiana. Durante una entrevista, Lee explicó: «Mi hermanita realmente se estaba metiendo en esto, no quiero ofender a nadie, sino como ídolos de una caja de galletas falsas, cursis, cachondas, realmente femeninas, y realmente me molestó. Ella comenzó a vestirse como ellos y ella tenía como ocho años. Así que le di la charla y escribí una canción». Más tarde reveló que la canción fue escrita para las cantantes pop estadounidenses Britney Spears y Christina Aguilera y agregó: «En este punto, todo el mundo sabe que Britney es falsa. La canción no es sobre Britney Spears, se trata de mucha gente en este industria. Es tan falso, todo lo de Hollywood. "¡Mira lo perfecto que soy!" Nadie se ve así. Es todo falso y realmente está perjudicando a muchas autoimágenes de niñas y mujeres. ¿Dónde están todas las personas normales?»
De acuerdo con la partitura publicada por Alfred Music Publishing en el sitio web Musicnotes.com, «Everybody's Fool» está escrita en tono de voz de #FA mayor. Se establece en un compás de tiempo común y se interpreta en un tempo de 92 pulsaciones por minuto. Las voces de Lee en la canción van desde la nota de A3 hasta la nota de D5. Después del tercer sencillo de Fallen, «My Immortal" continuó creciendo con éxito, Lee reveló que «Imaginary» se convertiría en el siguiente y último sencillo de la banda del álbum diciendo: «Creo que es muy épico. Es uno de esas grandes canciones de Aerosmith o Black Sabbath. Las canciones de Sabbath son como obras musicales, con el coro y el rock. Me encanta esta canción». Sin embargo, el lanzamiento de «Imaginary» fue cambiado por «Everybody's Fool» fue lanzado como el cuarto sencillo de Fallen el 4 de junio de 2004.
Aunque Ben Moody ya había salido de la banda, se le puede ver en la portada del CD de este sencillo.

## Recepción

### Críticas
Johnny Loftus de Allmusic clasificó «Everybody's Fool» como una canción de nu metal. Adrien Begrand de PopMatters concluyó que la canción «lleva las cosas a un nivel teatral más exagerado». Scott Juba de The Trades calificó la canción con una «A», y escribió: «En cuanto a la banda el sencillo, "Everybody's Fool", es una canción sobre la traición del engaño y la negativa a dejarse cegar por el engaño por más tiempo. Hay un desafío en la voz de Lee que le da a la pista un toque audaz, y la canción es pesada baterías y guitarras elevadas mejoran aún más el sonido fuerte». Simon Cusens de ABC Online le dio a la canción 3 de 5 estrellas llamándola «una canción fría, triste y que solo me gustaría escuchar sin que se repita de nuevo». Joe D'Angelo de MTV News escribió que «la guitarra acústica y los sintetizadores ondulantes allanan el camino para los ásperos acordes de poder que abren la canción», y agregó que la voz de Lee fue «sutil» en las líneas de apertura.

## Canciones
Sencillo internacional:
1. «Everybody's Fool» - 3:15
2. «Taking Over Me» (en vivo desde Colonia) - 4:06
3. «Whisper» (en vivo desde Colonia) - 5:22
4. «Everybody's Fool»  (versión instrumental) 3:15

Sencillo de radio promocional
1. «Everybody's Fool» - 3:15

## Versiones
Las versiones oficiales de la banda.
1. «Everybody’s Fool» (versión de Fallen/Mystary) - 3:15
2. «Everybody’s Fool» (versión instrumental) - 3:15
3. «Everybody’s Fool» (versión demo № 1) - 2:41
4. «Everybody’s Fool» (versión demo № 2) - 3:02
5. «Everybody’s Fool» (en vivo) - 3:39
6. «Everybody’s Fool» (versión acústica en vivo)

## Vídeo musical
El vídeo fue dirigido por Philip Stolzl. 
Habla de que a veces la fama no lo es todo y que a veces puede ser mala aquí encontramos la historia de una joven acomplejada por su imagen que, en su carrera de modelo, es discriminada por colegas, con lo cual tiene varios intentos de suicidio. En el vídeo ya se puede ver por primera vez a Terry Balsamo, el reemplazo permanente del exguitarrista Ben Moody, por lo que se intuye que Moody ya estaba fuera de la banda en aquel momento.
El mensaje del video está en el nombre de los productos que su personaje anuncia, «Lies» («Mentiras»). Lee conceptualizó el video en torno a la letra de la canción. Dijo que el video es “más en la línea de exponer la verdadera vida detrás de escena de algunas de estas personas. Básicamente muestra el estilo de vida glamoroso y la miserable miseria egoísta detrás de él”. Agregó que el tema era “como golpear a un caballo muerto en este punto, pero en el momento [de escribir la canción] Britney Spears estaba recién saliendo. Pero todavía creo que es relevante”. Lee dijo que muchas escenas fueron cortadas del video por las estaciones de videos musicales, incluyendo una escena de consumo de pastillas, y estaba contenta de que al menos “la sangre se quedara adentro”."

Joe D Angelo de MTV News escribió que «los fanáticos podrán ver a Amy Lee como nunca antes. En lugar de sus alas caseras y su atuendo gótico característico, el clip muestra a Lee vestida alternativamente como una adolescente sana, un ídolo pop kitsch y una glamazon suavemente iluminada».

## Posicionamiento
| Listas (2004)                               | Posición |
| ------------------------------------------- | -------- |
| Australia (ARIA)                            | 23       |
| Bélgica (Flandes) (Ultratop 50)             | 35       |
| Bélgica (Valonia) (Ultratip Bubbling Under) | 3        |
| Irlanda (IRMA)                              | 32       |
| Italia (FIMI)                               | 16       |
| Países Bajos (Mega Single Top 100)          | 35       |
| Noruega (VG-lista)                          | 17       |
| Suiza (Schweizer Hitparade)                 | 35       |
| Reino Unido (UK Singles Chart)              | 24       |
| Estados Unidos (Alternative Airplay)        | 36       |